# Градски транспорт във Велико Търново
Велико Търново е град с масов градски транспорт.

## История

### Преди 1944 г.
Първият градски автобус във Велико Търново е пуснат в експлоатация през 1939 г. Автобусът е бивш камион „Ханза Лойд“, който е преправен на автобус в търновска работилница. Автобусът е тръгвал от Железопътна гара Трапезица и е минавал през следните места: Асенова махала, Площад Царевец, Старите хали, Девическата гимназия, чешмата при Качица. Имало е случай през почивни дни автобусът да свързва и съседните села с града. По-късно е закупен 32-местно возило от същата марка. През средата на 40-те години Кооперация „Стрела“ закупува три автобуса: „Форд“, „Интернасионал“ и „Опел“. Освен градската линия тези автобуси свързват Търново и Горна Оряховица.

### От 1944 до 1989 г.
В средата на 1950-те години за нуждите на Търново за закупени 3 автобуса Чавдар М50.
Създаден е нов план на градския транспорт в края на 1960-те години. Утвърдени са маршрутите на 8 градски линии и 4 крайградски. Автобусните линии са 1, 2, 4, 5, 9 и крайградски 3, 6, 8, 10, 14. ДАП закупува автобус Рено за междуградски превози.
През следващото десетилетие се закупуват няколко автобуса „Чавдар М80“. По градски и междуградски линии се обслужват от автобуси „Шкода 706 РТО“. През края на 70-те се появяват около 25 броя единични и съчленени автобуси „Икарус 180“ и „Икарус 280“ за обслужване на новите жилищни квартали и индустриални зони. Често срещани (около 20 броя) са единични и съчленени градски автобуси „Чавдар“. През времето на социализма се взима решение за построяване на тролейбусни линии и да бъдат закупени съветски автомобили „Зиу-9“.
През 1980-те години в града са доставени десетина автобуса Чавдар В 14-20. От 1982 в експлоатация влизат първите съчленени градски автобуси Чавдар. Няколко години по-късно са доставени петнадесетина автобуса Чавдар 11м3. Внесени са около 3 броя автобуси Икарус 180.

### След 1989 г.
Автобус ПАЗ 3205 се е движил по Търновските улици през средата на 90-те години. В града са се движели и Шкода Karosa ŠM11,Karosa C 834(по линия 5). През 2001 година по линии 13 и 110 тръгва първият западен автобус – МАН СЛ 202. През следващите години от частни фирми са внесени голям брой градски автобуси МАН СЛ и НЛ 202, както и Мерцедес-Бенц О 405Н. След 2009 година в града се движат 8 броя Ивеко Ирисбус Кросуей. над 10 метанови автобуси от марките Ман НЮ 313, НГ 313, Неоплан Н4411. Същата година в града е внесен двуетажен автобус МАН, за туристически обиколки на града. Внесени са също съвременни триосни автобуси МАН Лайън Сити НЛ 313 и Сетра 319НФ. През 2013 година Велико Търново става първият град в България, в който е внесен градски автобус, покриващ еконорма Евро 6. Машината е Man A78 LE Lion's City, пусната от частната фирма „Надежда“. През 2015 година в града за първи път се тества електрически автобус. В града по крайградските линии се движат два триосни SETRA S 319 NF. Други нови закупени автобуси са: Мерцедес-Бенц Ситаро и Ван Хол. През 2015-та година за първи път в града се тества електрически автобус EBN 9.5 на чешката марка SOR. Няколко месеца по-късно е изпробван електрически автобус Чериът моторс. През 2020-та година по улиците на старопрестолния град се движи пробно турски електрически автобус Карсан.

## Градски автобуси
- 1939 Ханза-Лоид Европа – 2 броя
- 1955 Шкода 706 РТО
- 1963 Чавдар М65
- 1969 Чавдар М80 - 3 броя
- 1979 Кароса ШМ 16,5 – 4 броя
- 1981 Чавдар 11Г5 – над 25 броя
- 1979 Чавдар Б13-20 – над 10 броя
- 1979 Чавдар Б14-20 – над 15 броя
- 1983 Икарус 280.4(съчленени) – над 25 броя
- 1983 Икарус 280(единични) – над 20 броя
- 1984 Чавдар 5С – 4 броя
- 1994 Кароса Б 732 – 7 броя
- 2004 Мерцедес-Бенц О305 – 2 броя
- 2004 МАН НЛ202 – 2 броя
- 2004 Кента 11Г5 – 2 броя
- 2007 Ван Хол А508 – 2 броя
- 2008 МАН НЛ202 – 8 броя
- 2009 Ивеко Ирисбус Кросуей – 8 броя
- 2011 Неоплан Н4411 – 2 броя
- 2011 Сетра С 319 – 2 броя
- 2013 Ман А20 – 2 броя

## Тролейбуси
- 1989 ЗиУ-9 – 15 броя

Регистрационни номера на тролейбусни превозни средства: 116, 120, 131, 142, 153, 164, 175, 186, 190, 201, 212, 223, 234, 245, 256
През 1988 се взема решение за откриване първоначално на две тролейбусни линии. Следващата година проектът е бил одобрен, а през 1990-а започва реализирането на проекта. През 1992 година руските тролейбуси официално влизат в експлоатация. Изготвят се проекти за свързване на жилищните комплекси Картала, Бузлуджа, близкия град Дебелец. Тези проекти остават само на хартия. Реализира се проект между съседните общини Горна Оряховица и Лясковец. Изградена е мрежа с дължина от 10 км. За съжаление по нея на се пуснати транспортни средства и през 1999 година е демонтирана.
До 2009 г. в града е имало и тролейбусен транспорт, който е обречен на забвение поради строежа на пътен възел „Качица“, тъй като вместо да се изгради като кръстовище на две нива, поради неуместно управленско решение, същият е реализиран като неудобно за тролеи кръгово кръстовище с доста малък диаметър. Поради финансовата криза и бюджетен дефицит правителството на Сергей Станишев намалява бюджета на проекта и пари за нова контактна мрежа няма. Очакваното финансиране през 2014 г. чрез ОП „Регионално развитие“ не се реализира. С решение на Общинския съвет общината кандидатства и е одобрена за финансиране от централните власти по европейска програма за замяната на тролейбусния транспорт в града с електробуси с кондензаторни батерии. Към момента проектът е на експериментална фаза.

## Превозвачи
| Превозвач               | Линии                                                      | Години                 |
| ----------------------- | ---------------------------------------------------------- | ---------------------- |
| „Пътнически превози“ АД | 1, 2, 3, 4, 6, 8, 13, 30, 70, 110                          | до 31 декември 2009 г. |
| „Авия“ ЕООД             | 5                                                          | до 31 декември 2009 г. |
| ЕТ „Надежда“            | 9,40                                                       | До 31 декември 2009 г. |
| ЕТ „Атнасов 90“         | 20, 50                                                     | До 31 декември 2009 г. |
| ЕТ „Надежда“            | 1, 3, 4, 9, 10, 14, 40                                     | От 1 януари 2010 г.    |
| „Алекс ОК“ ЕООД         | 2, 5, 6, 7, 8, 12, 13, 14, 20, 30, 33, 50, 66, 70, 77, 110 | От 1 януари 2010 г.    |

## Пътникопоток
| Header text  | 2013      | 2015      | 2023      |
| ------------ | --------- | --------- | --------- |
| Пътникопоток | 3 432 560 | 3 085 662 | 1 464 022 |

## Автобусни линии

### От 1989 до 1999 г.
- Линия №1: Автогара Юг – улица „Христо Ботев“ – пл. „Майка България“ – Община Велико Търново – булевард „Васил Левски“ – булевард „България“ – улица „Краков“ – Автогара Запад
- Линия №2: Автогара Юг – улица „Христо Ботев“ – пл. „Майка България“ – Община Велико Търново – булевард „Васил Левски“ – булевард „Никола Габровски“ – Автогара Запад
- Линия №16: ЖК „Бузлуджа“ – булевард „Никола Габровски“ – булевард „Васил Левски“ – булевард „Независимост“ – улица „Стефан Стамболов“ – площад „Царевец“
- Линия №66: ЖК „Картала“ – ЖК „Акация“ – булевард „България“ – булевард „Васил Левски“ – улица „Христо Ботев“ – Автогара Юг – Великотърновски университет – ЖК „Света гора“ – ЖК „Асенов“
- Линия №19: ??
- Линия №29: ??

### Настоящи линии
Градски
- Линия №1: Летен театър – улица „Христо Ботев“ – пл. „Майка България“ – Община Велико Търново – булевард „Васил Левски“ – булевард „Никола Габровски“ – ЖК „Чолаковци“ – Южна промишлена зона
- Линия №2: Летен театър – улица „Христо Ботев“ – пл. „Майка България“ – Община Велико Търново – булевард „Васил Левски“ – булевард „България“ – ЖК „Кольо Фичето“ – ЖК „Чолаковци“ – Южна промишлена зона
- Линия №4: ЖК „Картала“ – ЖК „Акация – булевард „България“ – Съдебна палата – булевард „Васил Левски“ – пл. „Майка България“ – улица „Христо Ботев“ – ЖП гара Велико Търново – Великотърновски университет
- Линия №5: ЖК „Кольо Фичето“ – булевард „България“ – булевард „Васил Левски“ – улица „Христо Ботев“ – Автогара Юг – Великотърновски университет – ЖК „Света гора“ – ЖК „Асенов“
- Линия №9: ЖК „Картала“ – ЖК „Акация“ – булевард „България“ – Съдебна палата – булевард „Васил Левски“ – пл. „Майка България“ – улица „Христо Ботев“ – Южна промишлена зона – ЖК „Чолаковци“
- Линия №13: ЖК „Бузлуджа“ – булевард „Никола Габровски“ – Съдебна палата – булевард „Васил Левски“ – улица „Независимост“ – улица „Христо Ботев“ – ЖП гара Велико Търново – Великотърновски университет
- Линия №20: ЖК „Бузлуджа“ – булевард „Никола Габровски“ – Съдебна палата – булевард „Васил Левски“ – улица „Независимост“ – улица „Стефан Стамболов“ – площад „Царевец“
- Линия №30: ЖК „Бузлуджа“ – ЖК „Зона Б“ – булевард „Никола Габровски“ – Съдебна палата – булевард „Васил Левски“ – улица „Независимост“ – улица „Христо Ботев“ – ЖП гара Велико Търново – Великотърновски университет
- Линия №40: ЖК „Картала“ – ЖК „Акация“ – булевард „България“ – Съдебна палата – булевард „Васил Левски“ – пл. „Майка България“ – улица „Независимост“ – улица „Стефан Стамболов“ – площад „Царевец“
- Линия №50: ЖК „Зона Б“ – булевард „Никола Габровски“ – Съдебна палата – булевард „Васил Левски“ – улица „Независимост“ – улица „Стефан Стамболов“ – площад „Царевец“ – ЖК „Асенов“
- Линия №70: ЖК „Чолаковци“ – булевард „Никола Габровски“ – Съдебна палата – булевард „Васил Левски“ – улица „Независимост“ – улица „Христо Ботев“ – ЖП гара Велико Търново – Великотърновски университет – М. Чифлик
- Линия №100: Сержантско училище“ – ЖК „Слънчев дом“ – булевард „България“ – Съдебна палата – булевард „Васил Левски“ – улица „Независимост“ – улица „Стефан Стамболов“ – площад „Царевец“ – ЖК „Асенов“ - "Френк хисар"
- Линия №110: ЖК „Чолаковци“ – ЖК „Кольо Фичето“ – булевард „България“ – Съдебна палата – булевард „Васил Левски“ – улица „Независимост“ – улица „Стефан Стамболов“ – площад „Царевец“ – ЖК „Асенов“

Крайградски
- Линия №3: Автогара Запад-булевард „Никола Габровски“ – Съдебна палата – булевард „Васил Левски“ – пл. „Майка България“ – Дебелец
- Линия №6:  Съдебна палата – Бул. Н. Габровски – МОБАЛ – Качица – Автогара Запад – Западна промишлена зона – Шемшево – Леденик
- Линия №8: Автогара Запад – Бул. Никола Габровски – Кооп. пазар – Бул. България – Гробищен парк – Беляковец
- Линия №10: Автогара Запад – Бул. Никола Габровски – Съдебна палата – село Самоводене – село Първомайци – гара Горна Оряховица – Горна Оряховица
- Линия №12: Автогара Запад – Бул. Никола Габровски – Съдебна палата – село Арбанаси
- Линия №14: Автогара Запад – Бул. Никола Габровски – Съдебна палата – село Шереметя – град Лясковец – Горна Оряховица
- Линия №33: Автогара Запад – Бул. Никола Габровски – Съдебна палата – Дебелец – Килифарево
- Линия №77: Автогара Запад – Бул. Никола Габровски – Съдебна палата – Присово – Пчелище – Ц. Кория – Капиново – Миндя